# Nemzeti Palota (Mexikóváros)
A mexikóvárosi Nemzeti Palota (spanyolul: Palacio Nacional, korábban Alkirályi Palota (Palacio Virreinal)) a mexikói kormány és a gazdasági minisztérium székhelye. A műemlék épület, amely az egyik legnagyobb méretű az egész országban, részben turisták számára is látogatható, Mexikóváros történelmi központjának részeként 1987 óta a világörökség része is.

## Története

### A spanyol hódítás előtt
Közvetlenül a spanyol hódítás előtt, az 1520-as évek elején a mai palotától nyugatra elterülő Plaza de la Constitución tér környékén az aztékok fővárosának, Tenocstitlannak a legfontosabb templomai emelkedtek, a palota helyén pedig uralkodójuk, II. Moctezuma úgynevezett „új házai” (tecpan) álltak. Ezek között volt olyan (például amelyben maga az uralkodó lakott), amelyiknek 20 kapuja nyílt az utcára, három udvara volt, ezek egyikében pedig szökőkút is működött. Az épület gerendái értékes fákból készültek, a falak egy részét állatbőrök borították, más részüket festményekkel díszítették. Sok tucatnyi szobája között akkora méretű is akadt, amelyben egyes leírások szerint akár 30 lovas ember cañast is játszhatott. Amellett, hogy ez a régi palota lakásként szolgált, több termében az adóként beszolgáltatott terményeket, ruhákat, fegyvereket és kincseket (drágakövek és arany mellett például kvézáltollakat és tengeri kagylókat) is raktározták. A palota mellett kerteket is létesítettek, amelyekben madarakat, vadállatokat (tigriseket, farkasokat, prérifarkasokat és vadmacskákat), valamint medencékben halakat is tartottak.

### A gyarmati időszak
1521-ben Hernán Cortés vezetésével a spanyolok elfoglalták, majd rövid időn belül teljesen el is pusztították Tenochtitlant. Cortés 1523-ban rendelte el, hogy Moctezuma régi házainak helyén saját házat építsenek neki. Ezek a „régi házak” a harcok előtt az akkor még Moctezuma oltalma alatt álló konkvisztádorok szálláshelyéül szolgáltak. Miután Cortés háza (indiánok keze munkájával) felépült, néhány hónap elteltével a Moctezuma-féle „új házak” romjai fölé is építtetett egy újabb lakóépületet: ez a mai Nemzeti Palota őse. Tervvázlatát maga Cortés készítette Luis de la Torre és Juan Rodríguez de Salas segítségével. Ez az építkezés azonban már lassabban haladt: az első kő elhelyezése után öt évvel még mindig csak a földszint falai álltak, az oszlopok, boltívek és a belső szobák építése nagyjából ekkor kezdődött el. Cortés azonban hamarosan arra kényszerült, hogy ide költözzön, mivel az első házába a Real Audiencia oidorjai települtek be. Cortés 1547-es halálakor a palotának két szintje és három udvara volt, területe alig több mint a fele volt annak, mint amekkora később lett. 1563. augusztus 16-án a korona 34 ezer castellanóért megvásárolta az új palotát Cortés nehéz pénzügyi helyzetben levő örökösétől, Martín nevű fiától, hogy itt rendezzék be az új-spanyolországi alkirályság székhelyét. Luis de Velasco alkirály Claudio de Arciniega építészt bízta meg azzal, hogy alakítsa át ennek megfelelően a szobákat. Az innentől kezdve alkirályi palotának nevezett épületbe az első alkirály, Gastón de Peralta 1566-ban költözött be. Simon Pereyns flamand festő ekkor készítette el nagy méretű, katonai jeleneteket ábrázoló freskóját, ám ez a mű később megsemmisült. 1571-től pénzverőműhely, 1578-tól pedig börtön is működött az épületkomplexumban: utóbbi számára az északi oldalon újabb építményekkel bővítették. A 16. század végén, amikor már egyre többen kezdték „királyi palotának” nevezni az épületet, az alkirályon kívül benne lakott egyrészt az alkirály családja, személyzete, a védelme alatt álló személyek, valamint a szolgálatában álló funkcionáriusok és katonák, másfelől pedig a Real Audiencia oidorjai és egyéb királyi tisztviselők, mindannyian szintén rokonságukkal együtt.
Az új város, Mexikóváros növekedése a palota körül indult el: mellette hozták létre a mai Plaza de la Constitución teret, amely körül felépítették a legfontosabb épületeket, majd ekörül a központ körül kezdett terjeszkedni a város. A palotában gyakran tartottak fényűző bálokat, táncos esteket, színielőadásokat, sőt, még olyan mulatságok is voltak, amelyek az épületben kezdődtek, de az utcán folytatódtak. Egy ilyen ünnep alkalmával ebben a palotában mutatták be először Sor Juana Inés de la Cruz Amor es más laberinto című művét.

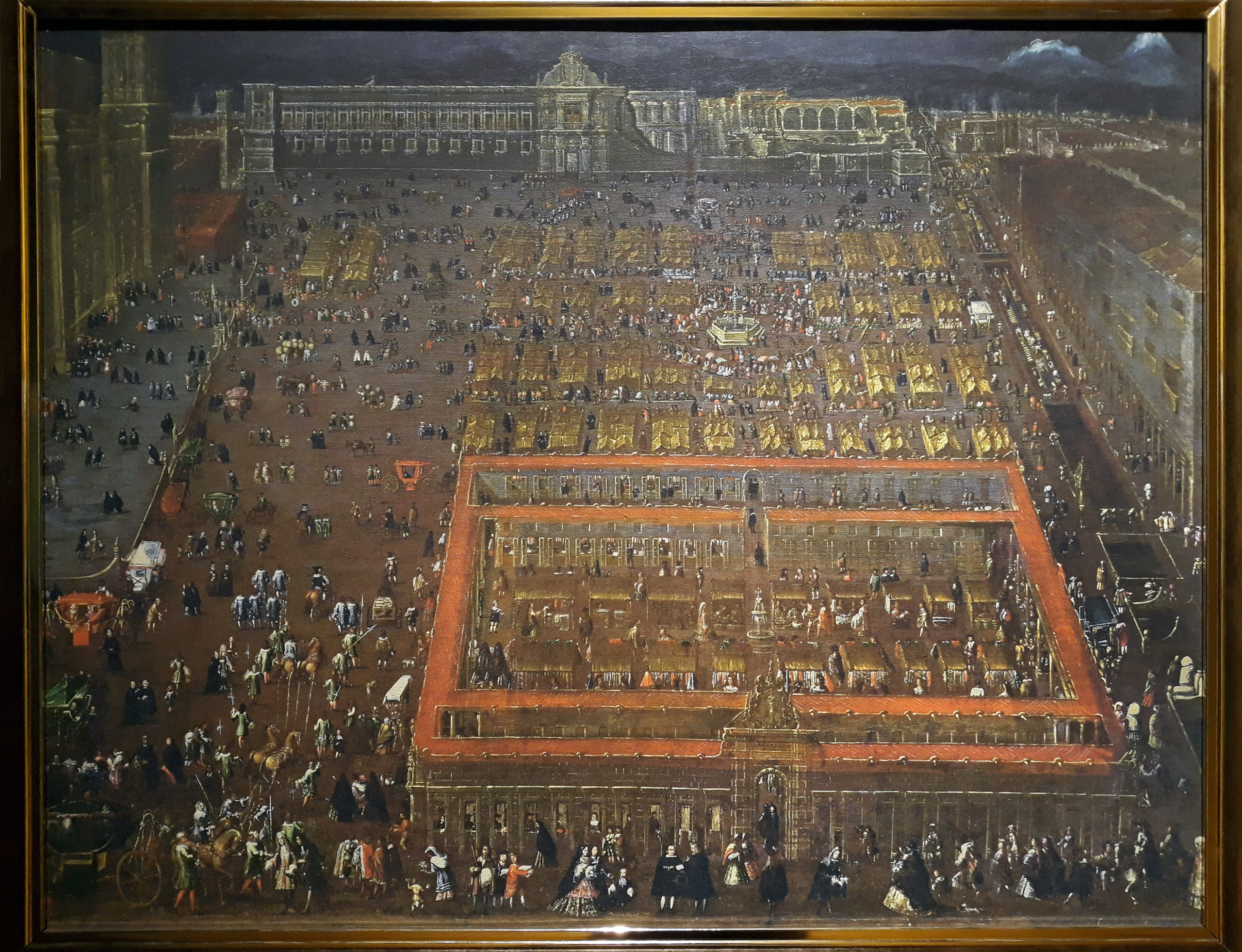
Cristóbal de Villalpando 1695-ös festménye a főtérről, háttérben a félig romos palotával

A 17. században áradások és földrengések is kárt tettek a palotában, csakúgy, mint az 1624-es és az 1692-es népfelkelések során történt támadások. (Utóbbi alkalmával indiánok egy csoportja felgyújtotta az épületet, aminek következtében nagy része meg is semmisült.) Az épület ebben a században is két szintes volt, és továbbra is három udvarral (az alkirály udvara, a Real Audiencia udvara és a könyvelők udvara) rendelkezett, emellett viszont tartozott hozzá egy park is. Főhomlokzatának három kapuja volt, a legkisebb (az északi) a börtönhöz tartozott. Ennek közelében volt az 1640 és 1642 között Diego López alkirály rendeletére, Juan Lozano Ximénez de Balbuena felügyeletével épült úgynevezett „alkirályné erkélye”, amely egy mór stílusú, nagyjából 10 méter hosszan elnyúló, a főtér felé néző, körülbelül 2 vara (1,66 méter) magas, zárt tetejű, rácsozattal ellátott erkély volt. Tetejét ólomlemezekkel borították, fából készült padlóját három pajzs és növényi minták díszítették. Tartozott hozzá egy olyan balusztrád is, amelynek oszlopait gyermekek fából készült, aranyozott fából vagy bronzból készült szobrocskái képezték, felső részén pedig kariatidák helyezkedtek el. Ez az erkély is az 1692-es felkelés során semmisült meg.
Az északnyugati sarokban építették fel 1631-ben a tartományi bíróság épületrészét, középen pedig egy kis kiemelkedő részt emeltek, órával. 1628-ban Juan Gómez de Trasmonte építész alakított ki egy szobát az alkirály számára, amelynek tizenkét erkélye a főtérre nézett. Az egész épületegyüttes ekkor már egy teljes tömböt elfoglalt a főtér, valamint az Acequia (ma Corregidora), az Arzobispado (ma Moneda) és a Parque (ma Correo Mayor) utcák között. Carlos de Sigüenza y Góngora leírása szerint az Arzobispado és a Parque utcákra is nyílt egy-egy kapu.
A 18. század nagyrészt az újjáépítésről szólt (a munkálatokat földrengések is nehezítették, például 1711-ben), ennek ellenére nem csak a régi részek újultak meg, hanem újakkal is bővült a palota a század során. Miguel de Constanzó mérnök és José Damián Ortiz építész az épületegyüttes keleti részén épített hozzá egy újabb toldalékot a pénzverőhöz, valamint felállítottak egy pénzöntödét is annak a botanikus kertnek a közepén, amelynek elődje még az azték korból származik, és amelyet Juan Vicente de Güemes y Pacheco alkirály „élesztett újjá” 1791-ben Vicente Cervantes botanikus segítségével. Ebben a kertben, ahova mintegy 1000 növényfajt telepítettek, a Real y Pontificia Universidad de México nevű egyetem tudósai és diákjai is végeztek kutatásokat, és még Spanyolországba is küldtek innen növényeket. A kert később elhanyagolttá vált, csak I. Miksa császár idején kezdték el felújítani: ekkor új sétányok és szökőkutak is épültek. A forradalom kitörése után közel egy évszázadig ismét romlani kezdett a helyzete, majd Ernesto Zedillo elnöksége idején kezdtek el ismét kiemelten foglalkozni vele.
Ugyancsak Güemes y Pacheco volt az, aki kitakaríttatta a palota elhanyagolt folyosóit, fejlesztette benne a világítás rendszerét is, és egy dokumentumtár létesítésével megalapozta a későbbi Nemzeti Levéltár gyűjteményét is.

### A függetlenség kivívása után
A több mint egy évtizede tartó mexikói függetlenségi háború lezárásaként az Agustín de Iturbide vezette Három Garancia Hadserege 1821. szeptember 27-én vonult be Mexikóvárosba, ahol ünneplő tömegek fogadták. A sereg a palota elé vonult, ahol többek között tűzijátékkal ünnepelték, majd másnap az ideiglenes kormányzati junta 38 tagja a palotában ült össze, hogy hivatalosan is proklamálják a nemzeti függetlenséget. 1822. július 21-én, miután Iturbidét I. Ágoston néven császárrá koronázták, első útja szintén a palotába vezetett, ahol kiállt az erkélyre, és köszöntötte a téren összegyűlt embereket. Az épületet, amely a rövid életű császárság után beköszöntő köztársasági korszaktól nem csak a végrehajtó hatalom (a kormány), hanem az igazságszolgáltatás és a törvényhozás otthonává is vált, ettől az időszaktól kezdve nevezik Nemzeti Palotának. A 19. század során a legtöbb államfő ebben az épületben lakott. A legfelsőbb bíróságot az északi épületrészben helyezték el, 1826-ban pedig elkezdték kiépíteni a Képviselőház otthonát az első emeleten. A Kongresszus 1829. január 1-én költözött be a palotába, és egészen az 1872-es tűzvészig ugyanott működött. Száz évvel később, 1972-ben, Luis Echeverría elnöksége idején elhatározták, hogy eredeti formájában újjáépítik az üléstermet, ám ezt nehezítette, hogy kevés információ állt rendelkezése arról, hogy pontosan hogyan is nézett ki régen, mindössze Pietro Gualdi 1842-ben készült litográfiája nyújtott némi támpontot.
1831-ben elhatározták, hogy elköltöztetik a börtönt a palotából, majd az 1832-ben az elnöki székbe került Antonio López de Santa Anna két év múlva javításokat és szépítéseket eszközölt az elnöki lakosztály belsejében. 1836-ban Miguel Barragán, az ideiglenes elnök ebben az épületben halt meg, majd 1840-ben egy csoport katona támadta meg a palotát azzal a céllal, hogy visszaállítsák a föderális államrendet. Anastasio Bustamante elnököt foglyul ejtették, és 12 napig védték magukat az épületet visszafoglalni szándékozó kormányhű erőkkel szemben. A harcok során az épület több helyen is megsérült, a falakon és az erkélyeken lövöldözések hagytak nyomot, míg a déli torony szinte teljesen megsemmisült. 1847-ben újra támadás érte a palotát: ezúttal a felkelésben részt vevő mérsékelt képviselők egy csoportját és a Nemzeti Gárda tagjait támogató emberek dobálták meg kővel, hogy ezzel nyomatékosítsák Valentín Gómez Farias alelnök lemondását célzó követeléseiket. Ugyanezen év szeptember 14-én észak-amerikai csapatok szállták meg az épületet, ahol felvonták az USA zászlaját is. Az épület a következő hónapokban, amíg az amerikaiak benne tartózkodtak, fosztogatások és sorozatos vandalizmus áldozatává vált.
Nem csak a történelmi események járultak hozzá ahhoz, hogy a palota folyamatosan pusztult, és amikor lehetőség volt rá (gyakori volt a pénzhiány), rendszeres felújításokat is igényelt. A városközpont vizenyős talaja a falak süllyedését okozta, és rendszeresek voltak a földmozgások is. A belső is folyamatosan változott: Lucas Alamán miniszter például elrendelte, hogy az alkirályok 74 arcképét, a VII. Ferdinánd spanyol királyt és feleségét ábrázoló festményeket, az V. Fülöpről készült bronzszobrot, valamint az egykori pénzverdéből származó érméket távolítsák el az épületből, és helyezzék át a nemzeti múzeumba, Santa Anna elnök pedig megnyitotta a gazdagon díszített belsővel rendelkező nagykövetek szalonját. Ugyanő helyeztetett el az elnöki irodában egy háromrészes festménysorozatot I. Napóleon életéről, és tíz másikat Napóleon csatáiról a fogadóteremben. Amikor José Joaquín de Herrera került az elnöki székbe, azt tervezte, hogy ezeket a képeket lecseréli a mexikói függetlenségi háborúval és annak hőseivel kapcsolatos alkotásokra, de az amerikai invázió megakasztotta ezt a tervet. Mariano Arista elnöksége idején, 1851 és 1852 között hajtották végre az évszázad legnagyobb felújítását az épület északi részén: újjáépítettek több itteni udvart (ezeket később Mariano-udvaroknak nevezték el), készült egy, a másik kettőhöz hasonló nagy kapu, postahivatalt nyitottak, és szobákat hoztak létre katonák és tisztek számára.

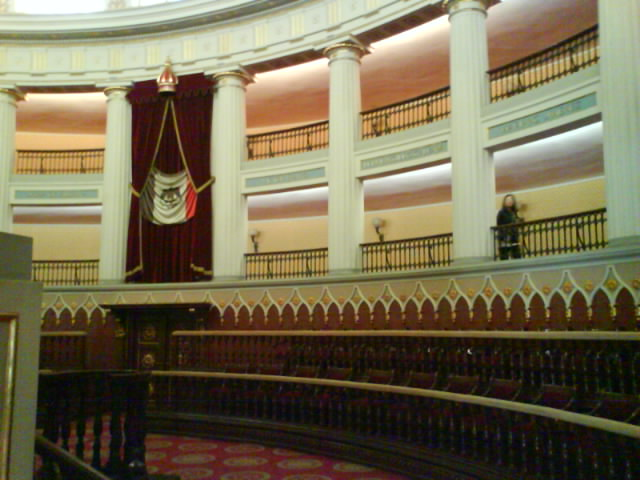
A kongresszusi terem

1857. december 17-én a palota fogadó szalonjában Ignacio Comonfort foglyul ejtette a Félix María Zuloaga-féle puccsnak ellenálló Benito Juárezt, akit csak a következő év január 11-én szabadítottak ki társai. Amikor 1863-ban a francia megszállás eredményeképpen visszaállt a császárság, és Miksa került a trónra, újabb építkezések és fejlesztések kezdődtek a Nemzeti Palotában, bár a császár hivatalos lakhelye a chapultepeci kastélyban volt. Amellett, hogy az épület új díszeket kapott, létrehozták a felkelők galériáját, rendbehozták a lepusztult botanikus kertet (amelyet ettől kezdve „a császárné kertjének” neveztek), a központi udvar körüli déli folyosó első emeletén található szenátusi termet császári kápolnává alakították (ebben miséket és esküvőket is tartottak), és a miniszterek számára az északi épületrészben Ramón Agea építész tervei alapján felépítettek egy lépcsőt, amelyet később Sarolta császárné tiszteletére „a császárné lépcsőjének” neveztek el. Ugyancsak a császárné tiszteletére rendeztek 1865. november 4-én egy színielőadást a palotában, ahol a José Zorrilla által rendezett Don Juan Tenorio című drámát mutatták be. A császár bukása után a köztársaságot visszaállító Benito Juárez költözött a palotába, de ellentétben az eddigi elnökökkel, akik a déli szárnyban laktak, ő az északi részben talált magának lakhelyet. A nemzeti hősnek tekintett elnök itt is hunyt el, és temetése előtt is itt, a nagykövetek szalonjában virrasztottak bebalzsamozott teste mellett három napig.
1872. augusztus 22-én a képviselőházi terem véletlenül kigyulladt, és a tűz után a testület már soha nem költözött vissza a palotába. A tűzvész után az épület tetőszerkezetét is megváltoztatták: az addigi klasszicista, a homlokzaton túlnyúló nyeregtetőt örökre eltüntették. Sebastián Lerdo de Tejada idején két Niké-szobrot helyeztek el az épület tetején, amelyek a 20. század elejéig maradtak ott. Ugyancsak a 19. század második felében az áradások elleni védekezésül megemelték az udvarok szintjét, valamint lebontottak több lepusztult falrészt, és elbontották az épület tetején levő lakószobákat. A fogadóteremben felavatták az Iturbide-galériát, ahol olyan művészeknek híres függetlenségi harcosokról készült festményeit helyezték el, mint például Tiburcio Sánchez, Joaquín Ramírez, José Obregón, Ramón Sagredo, Petronilo Monroy és Pelegrín Clavé. Ugyanitt egy sor ausztriai állólámpát is elhelyeztek.

### A porfiriátus alatt
Közvetlenül azelőtt, hogy Porfirio Díaz az 1870-es években hatalomra került volna, a Nemzeti Palotában működött az államfői hivatal mellett többek között számos minisztérium (a hadügyi, a gazdasági, az igazságügyi, a külügyi, a kormányzati és a fejlesztési), a képviselőház, a szenátus, a nemzeti kincstár és az országos távíróközpont, sőt, katonai telephely is volt benne. Ezekből Díaz elnökségének utolsó időszakára, 1909-re már csak az elnöki hivatal, a gazdasági és a hadügyminisztérium, a szenátus és két laktanya maradt meg. A porfiriátus évtizedei alatt azonban rengeteg pénzt és munkát fordítottak az épület felújítására, átépítésére és bővítésére, valamint bevezették az elektromos áramot, a telefont, és még liftet is szereltek fel benne. Maga az elnök 1884-ig lakott a palotában, ezután a chapultepeci kastélyba költözött át. A déli részben elhelyezkedő, a köztársasági elnöki protokollesemények helyszínéül szolgáló termek (az alkirályok és a régebbi elnökök lakosztályai) Gonzalo Garita mérnöknek köszönhetően új, európai stílusú, a gazdagság látszatát sugárzó díszítéseket kaptak. Másutt három korábbi termet átrendezésük után színes kárpitjaik alapján kék, zöld és lila teremnek neveztek el. Számos helyiség falait és mennyezeteit borították be növényi díszekkel, maszkokkal, gipszstukkókkal és értékes fából készült burkolatokkal. Nagy szimbolikus jelentősége volt annak, hogy a palota főhomlokzatán kialakítottak egy külön fülkét, amelyben azt a harangot helyezték el, aminek félreverésével 1810. szeptember 16-án, a Grito de Dolores alkalmával Miguel Hidalgo y Costilla felhívta a népet a függetlenségi harc megkezdésére. Ezt a harangot 1896. szeptember 15-én ünnepélyesen újra megkongatták. 1891. március 21-én, amikor egy felújított rész avatási ünnepségét tartották, az első két Mariano-udvar között egyúttal felavattak egy Benito Juárezt ábrázoló ülőszobrot is. Ennek alkotói, Miguel Noreña szobrász és T. Garadente Tantaglio öntőmester a reformháború alatt a konzervatívok által használt ágyúkból és a francia seregek által Puebla 1863-as ostroma során kilőtt lövedékek maradványaiból származó bronzot használtak fel a szobor készítéséhez. A függetlenségi háború kitörésének centenáriumi ünnepségére a palotát kifestették és új díszkivilágítással látták el.

### A forradalom idején
A Francisco Ignacio Madero által kirobbantott forradalom első szakaszának győzelme, Díaz megbuktatása után Francisco León de la Barra lett az ideiglenes elnök, aki 1911. november 6-án a Nemzeti Palotában, a nagykövetek termében abban a korban szokatlan módon ünnepélyes keretek között adta át a hatalmat Maderónak. 1913 februárjában az utólag tragikus tíz nap néven elhíresült események során Madero ellenségei, Félix Díaz és Bernardo Reyes megtámadták és elfoglalták az épületet, amit a kormányhoz hű Lauro Villar hamarosan visszafoglalt, és berendezkedett védelmére. Amikor Madero értesült az eseményekről, a palotába vonult, ahol több mint egy hetes harc után a szerződéskötő teremben elfogták, majd néhány nap múlva a Lecumberri-palotához hurcolták és meggyilkolták.

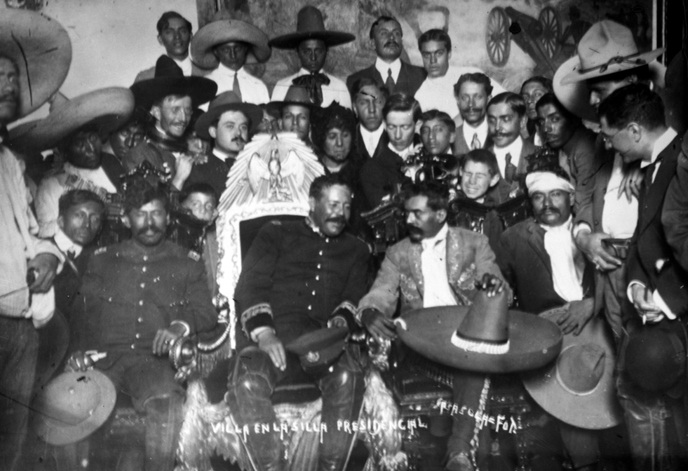
Pancho Villa, Emiliano Zapata és társaik a Nemzeti Palotában

Az épület még egy alkalommal volt fontos helyszín a forradalom során. 1914-ben a forradalmi konvent Eulalio Gutiérrezt választotta ideiglenes elnökké. Miután december 4-én a két forradalmár vezér, Pancho Villa és Emiliano Zapata Xochimilcóban egyezményt kötött egymással, két nap múlva a Nemzeti Palotába vonult, hogy szimbolikusan birtokba vegye azt. A nagykövetek termében Villa beleült a mexikói köztudatban „elnöki szék”-ként ismert nevezetes trónba, Zapata mellette foglalt helyet, mögöttük és körülöttük pedig forradalmárok egy csoportja gyűlt össze. Ekkor készítette el Agustín Víctor Casasola Mexikó történetének egyik leghíresebb fényképét. A vezérek ezután az erkélyre kiállva fogadták az őket ünneplő tömeg éljenzését.
Építészetileg nem sok változás történt a palotában a forradalom alatt. Díaz elnök még 1909-ben elhatározta, hogy a teljes homlokzatot megújíttatja, sőt, már ki is jelölte Ángel Bacchini építészt a feladatra. José Yves Limantour gazdasági miniszter úgy gondolta, a legmegfelelőbb az lenne, ha a nemrég megépült Postapalotához hasonlóan a Nemzeti Palota is az itáliai reneszánsz és a gótika keverékének jegyeit viselné, ezért az új terv így is készült el. A forradalom azonban megakadályozta a megvalósítást, mindössze annyi történt, hogy a függetlenségi háború centenáriumi ünnepségére a homlokzati falat rózsaszínes árnyalatúvá festették át, hogy egyfajta, az itáliai építészetben gyakran használt vörös kő színét utánozzák. Madero elnöksége idején díszítették ki a ma már nem létező vörös és fehér szalonok belsejét, a munkák 1912 decemberére készültek el. Victoriano Huerta idején leaszfaltozták az egykori hadügyminisztérium tüzérséghez tartozó udvarokat, a Patio de Honor nevű udvart pedig teljesen felújították. Ugyancsak megújult a nagykövetek terme, ahol kicserélték a falak papírtapétáját, a faburkolatokat pedig belakkozták. A tanácsterem, a pihenőszoba és a könyvtár új bútorokat kapott. Venustiano Carranza idején több udvar folyosójának talaját szürke kőlapokkal burkolták be, a botanikus kertben melegházat létesítettek, és megújították az udvarokon található oszlopok faragványait.

### A forradalom után
A Nemzeti Palota (ahonnan a minisztériumok többsége – a gazdasági kivételével – idővel kiköltözött) jelentős változásokon ment keresztül a forradalom utáni évtizedekben. Mind közül a legszembetűnőbb az volt, hogy Plutarco Elías Calles elnök idején felépült a harmadik emelet, a homlokzatot tezontle kővel burkolták be, de a belsőben is történtek munkálatok: a szövetségi kincstár új, art déco stílusú mennyezetet kapott Manuel Ortiz Monasterio jóvoltából, a régi pénzöntöde megszűnt épületébe pedig 1928-ban beköltözött a gazdasági minisztérium újonnan létrehozott pénzügyi könyvtára, amelynek gyűjteménye olyan gyorsan gyarapodott, hogy a következő évtized elején terjeszkednie kellett a keleti részben található egykori pénzverdéhez hozzáépített épületrészbe. 1929 és 1951 között készültek Diego Rivera monumentális, a mexikói történelmet bemutató falfestményei, 1957-ben pedig, az 1857-es alkotmány kiadásának századik évfordulója alkalmából Adolfo Ruiz Cortines elnök (Antonio Carrillo Flores miniszter javaslatára) azon a helyen, ahol eddig is Benito Juárez ülőszobra állt, egy Juárez-emlékmúzumot alakított ki, ahol az egykori elnök személyes tárgyaiból is látható néhány. 1972-ben Luis Echeverría Álvarez elnök újabb építkezéseket kezdeményezett: egy régi, az alkirályi korszakban létezett alkotás mintájára felépítettek egy Pegazus-szoborral díszített, nyolcszögű szökőkutat a központi udvarban, a Juárez-emlékhelyen emléktáblát avattak halálának századik évfordulója alkalmából, az egykori, elpusztult képviselőházi termet pedig újjáépítették, igaz, nem eredeti funkciójában, csak emlékhelyként (később múzeummá vált). A régi pénzverde melléképületeit az 1960-as években lebontották, helyükre pedig felépültek a tervezőjükről Landának nevezett épületek. Az 1985-ös földrengés ezekben akkora károkat okozott, hogy helyükre 2006-ban új, modern, de mégis a környezetbe illeszkedő építményt emeltek, a többfunkciós Edificio Polivalentét. 2004-ben a régi hadügyminisztériumi helyiségeket felújították, átépítették, és ide költöztették a gazdasági minisztérium egyik irodáját.

## Leírás
A Nemzeti Palota Mexikóváros történelmi központjában, Cuauhtémoc kerületben áll, a Plaza de la Constitución tér keleti oldalán, a teret övező épületek legnagyobbika. Az épületegyüttes több, egybeépült részből áll, ezek összességében egy 200 m × 200 m-es négyzetet alkotnak, amelyet északról a Moneda, keletről a Correo Mayor, délről pedig a Corregidora utca határol. Mellette található a 2-es metró Zócalo nevű állomása.

### Külső
- A nyugati oldalon található főhomlokzaton három bejárat nyílik. A középső a főkapu, az északi az építtetőjéről, Marino Arista elnökről „marianói”-nak nevezett kapu, míg a déli az úgynevezett „tiszteletbeli” kapu, amely kizárólag az elnök számára áll nyitva. A délnyugati és a délkeleti sarkokon katonai erődre emlékeztető tornyok emelkednek. Az alsó szinten 25 kis méretű, téglalap alakú ablak nyílik, a másodikon ugyanennyi, de nagyobb ablak található, a harmadikon 39 nagyobb, erkélyes, míg a legfelső, negyedik szinten, amelynek fala különböző árnyalatú tezontle kővel van burkolva, 60 darab. Az alsó szintek 17–18. századi barokk, a felsők újgyarmati stílust mutatnak.[1]
- Az északi homlokzat két jól elkülöníthető részből áll. Ezek közül a nyugati (hosszabb) rész a főhomlokzathoz hasonló stílusú, de egyszerűbb, letisztultabb formákat mutat, a keleti, kétemeletes rész, amely ma a Kultúrák Múzeumának ad otthont, szinte teljes egészében a 18. századból származik. Ennek a résznek a legfigyelemreméltóbb eleme a klasszicista jegyeket mutató főkapu, amely mellett két pár korinthoszi oszlop áll, fölötte pedig egy 17. századra jellemző díszítőelemeket tartalmazó fríz húzódik. Az efölött elhelyezkedő nagy méretű, erkélyes ablakot két-két jón oszlop szegélyezi, fölötte pedig egy klasszicista oromdísz látható bronzsassal.[1]
- A keleti oldal négy különböző stílusú részből áll. Az északi ugyanolyan jellegű, mint az északi oldal keleti része, viszont a második szakasz már egyszerűbb díszítésű: ez a nagyméretű erkélyes ablakokkal rész a 20. század első évtizedeire jellemző újgyarmati stílus képviselője. A harmadik szakasz a legalacsonyabb, ezt Constanzó-homlokzatnak nevezik, és a 18. században épült. Stílusa leginkább versailles-i, de XVI. Lajos-korabeli stíluselemekkel. Alsó részén elliptikus ablaknyílások találhatók, fölötte pedig jellegzetes a vöröses tezontleborítás és a számos dombormű, amelyeken többek között emberi alakok, kis Amorok, koszorúk és hangszerek is megjelennek. A negyedik szakasz ismét visszafogottabb díszítésű, ez abból a korból származik, amikor a legfelső szintet is ráépítették a palotára.[1]
- A déli homlokzatra az Augusto Petriccioli építész által 1926 és 1928 között alkalmazott stílus a jellemző.[1]

### Belső
Belső udvarai közül legnagyobb a délkeleti, ahol a prehispán időkig visszanyúló gyökerekkel rendelkező botanikus kert helyezkedik el. Északkeleten, az egykori pénzverő épületében ma a Kultúrák Nemzeti Múzeuma működik. Egyik leglátványosabb terme az egykori szövetségi kincstár helyén kialakított Guillermo Prieto szalon, és híres nevezetessége az itt elhunyt Benito Juárez elnök emlékmúzeuma is. A „kék”, a „zöld” és a „lila” szalon a bennük elhelyezett kárpitok színéről kapta a nevét. A korábban képviselőháznak használt teremben berendezett múzeumot évente mintegy 400 000-en látogatják. A köztársasági elnökséghez tartozó helyiségek a déli szárny első emeletén helyezkednek el. Ez a terület két galériából és több szalonból áll, az egyik galériában függetlenségi harcosokat, a másikban korábbi elnököket ábrázoló képek láthatók. A szalonokban antik bútorok, gyertyatartók és edények találhatók, falaikat pedig értékes, történelmi tárgyú olajfestmények díszítik: a Benito Juárez nevű szalonban például Emiliano Zapata és José Martí ábrázolásai láthatóak.

#### Diego Rivera falfestményei
A palota egyik legnagyobb nevezetességét Diego Rivera falfestményei jelentik. Ezek a képek a központi udvar főlépcsője mentén, az északi folyosó falain, valamint kis részben ugyanezen udvar első emeleti keleti folyosójában találhatók.
- A lépcső mellett elhelyezkedő Mexikó történelme című kép 1929-től kezdve készült. Több részletből áll: az északi részen a prehispán tolték kultúra elevenedik meg, a kép középen az azték istennel, Ketzalkóatllal, aki szakállas ember formájában megjelenve népét tanítja, míg fent ugyanő keletre hajózik. A kép tetején látható Nap arca fejjel lefelé látható, tőle balra pedig egy kitörő tűzhányó helyezkedik el. A második, középső festményrész közepén egy sas látható, alatta az a jelenet, amikor a spanyolok leigázzák Tenocstitlant, de szerepel még a képen a hittérítés is, valamint öt ívnyi jelenet a függetlenné vált Mexikó életéből egészen a forradalomig bezárólag. A harmadik, déli részen (Mexikó ma és holnap) erős baloldali ideológiai hatás érződik: ez a kapitalista rendszert munkások és parasztok harcának segítségével felváltó idealista-szocialista világrendről szól. A kép tetején egy felkelő Nap alatt Karl Marx alakja látható.[29]
- Az északi folyosón a prehispán kor mindennapi életével kapcsolatos festmények helyezkednek el. Megjelenik itt többek között a tlaltelolcói piac, ahol cserekereskedelem folyik, a gyapot-, a kukorica- és a kakaótermesztés, az aranyművesség, a tollművesség, a fűszerben történő adófizetés, piramisszerű alapzatok építése és a voladorok tánca is.[29]
- A keleti folyosón látható A spanyolok partraszállása című kép, ahol a régi világ hanyatlását (emberfajták keveredése, betegségek, rabszolgaság, a termelési rendszer megváltozása) ábrázolja a gyarmatosítók megérkezése után.[29]

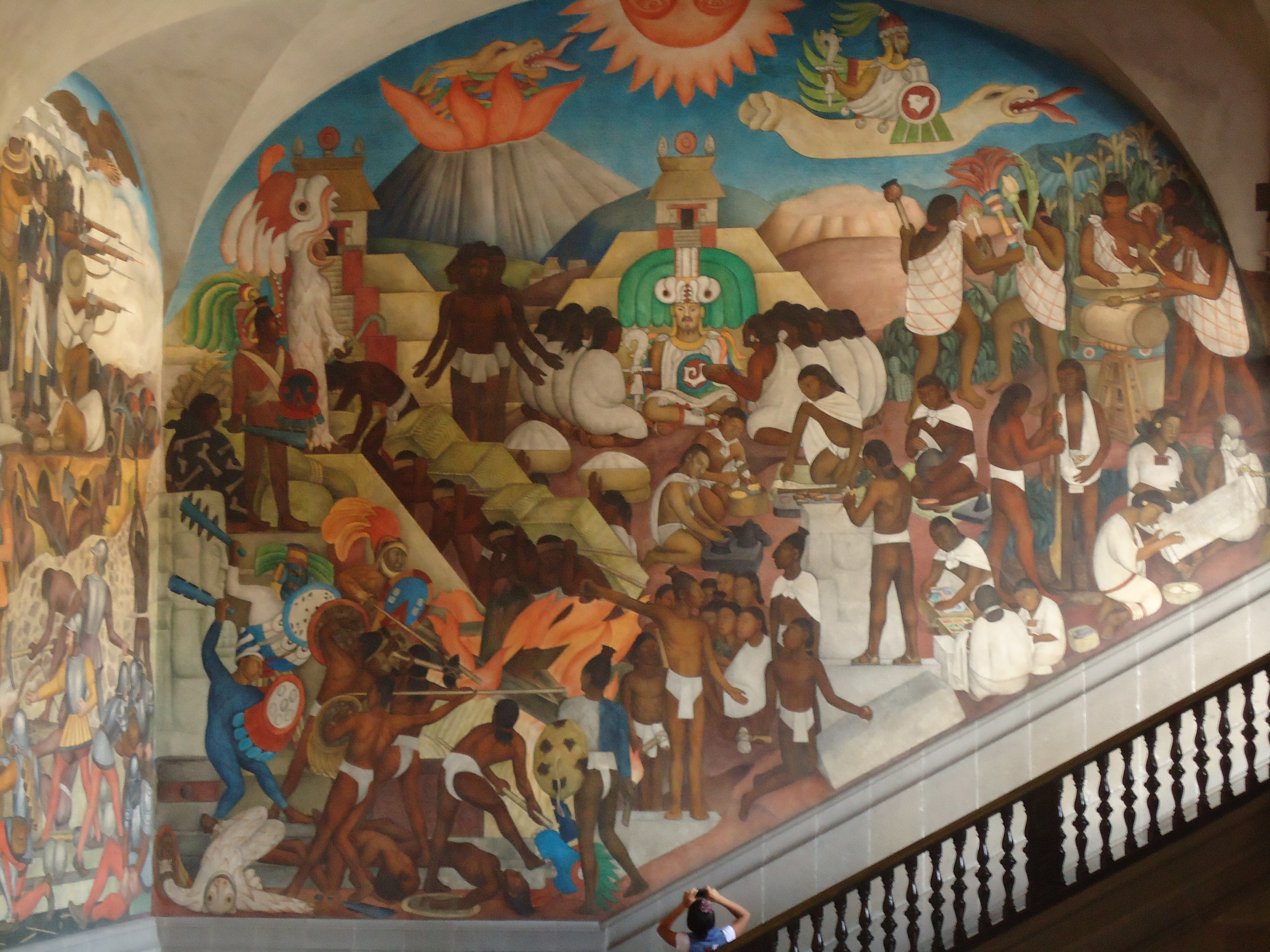
A prehispán Mexikó
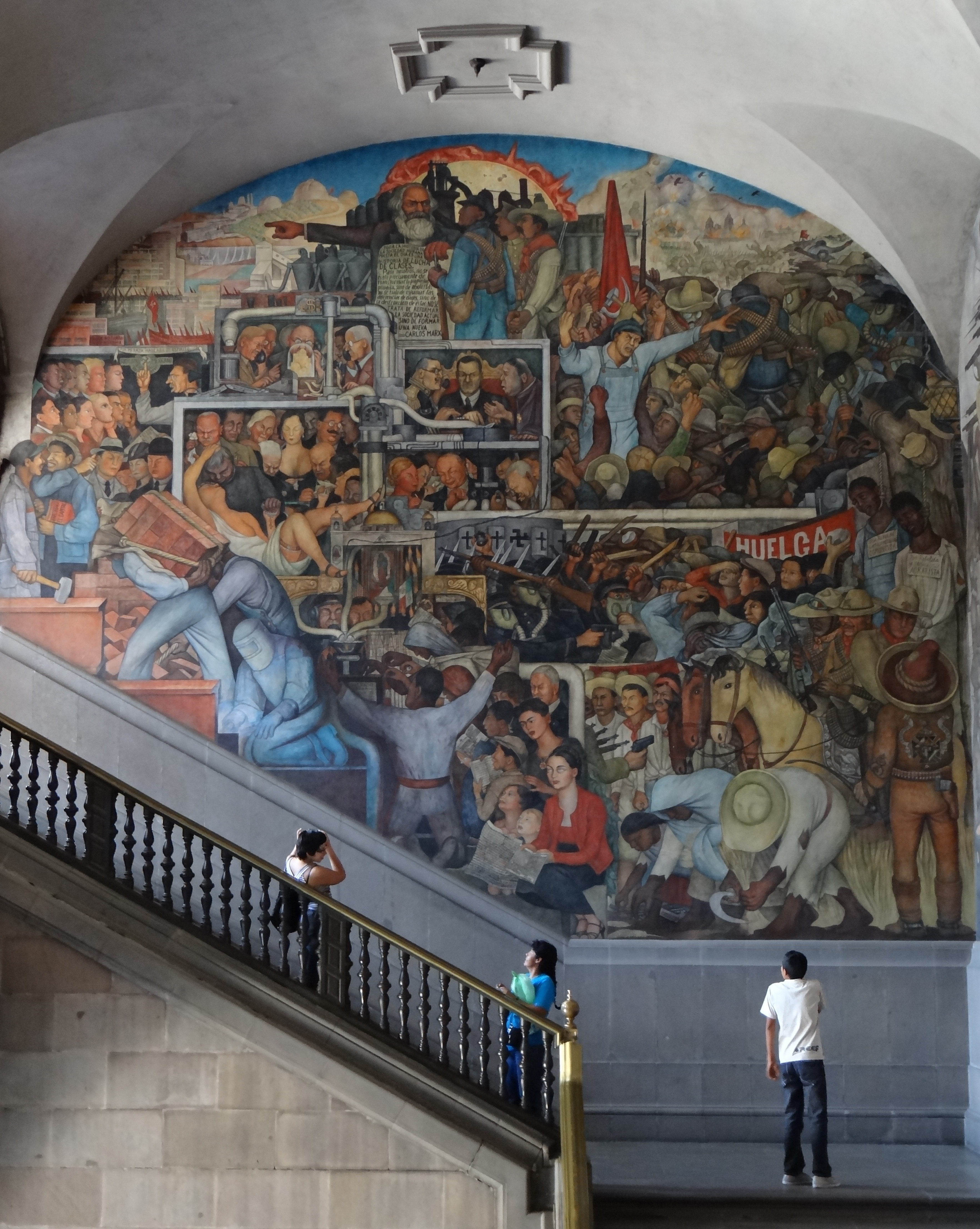
Mexikó ma és holnap
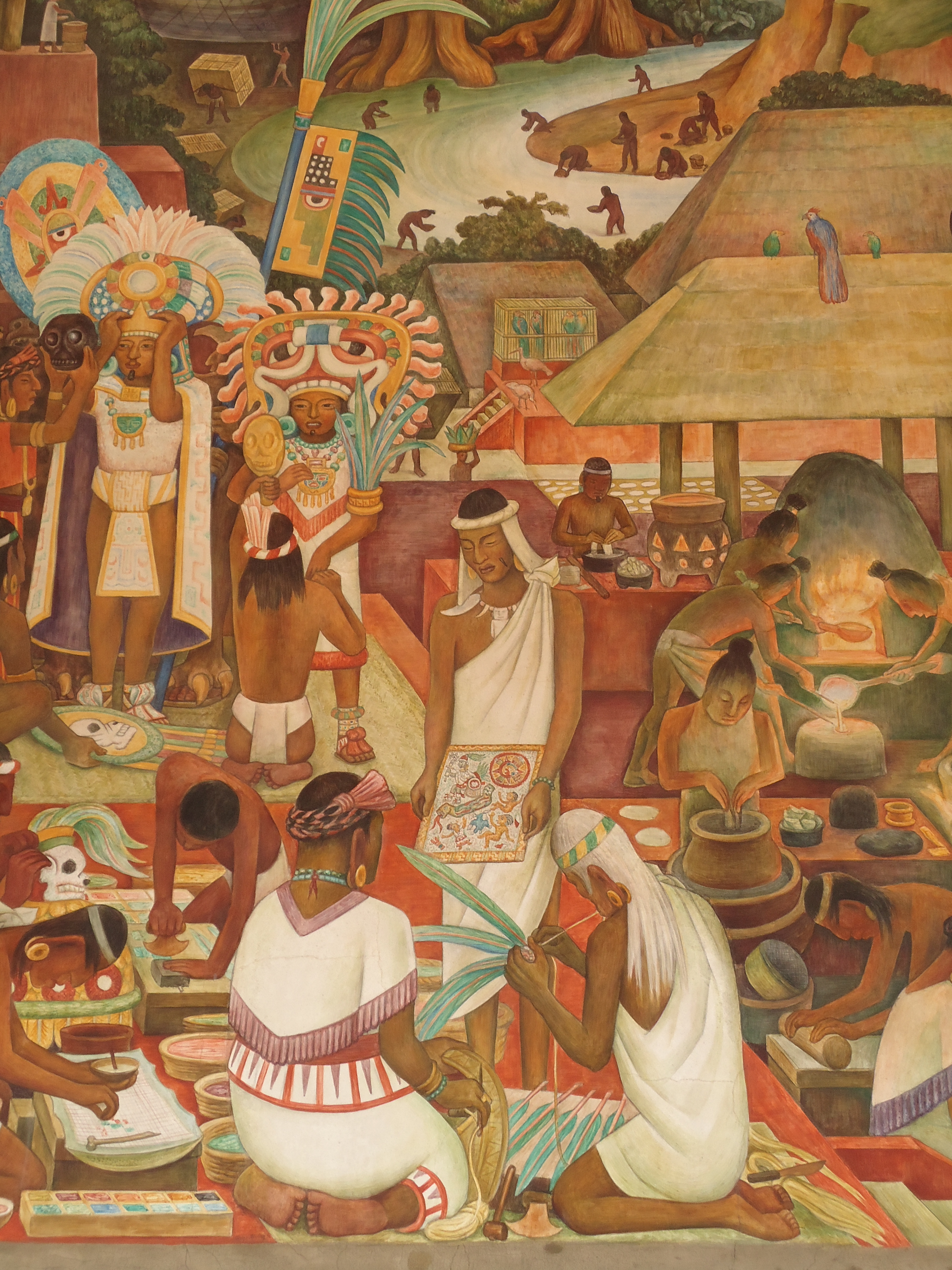
Toll- és aranyművesek a prehispán korban
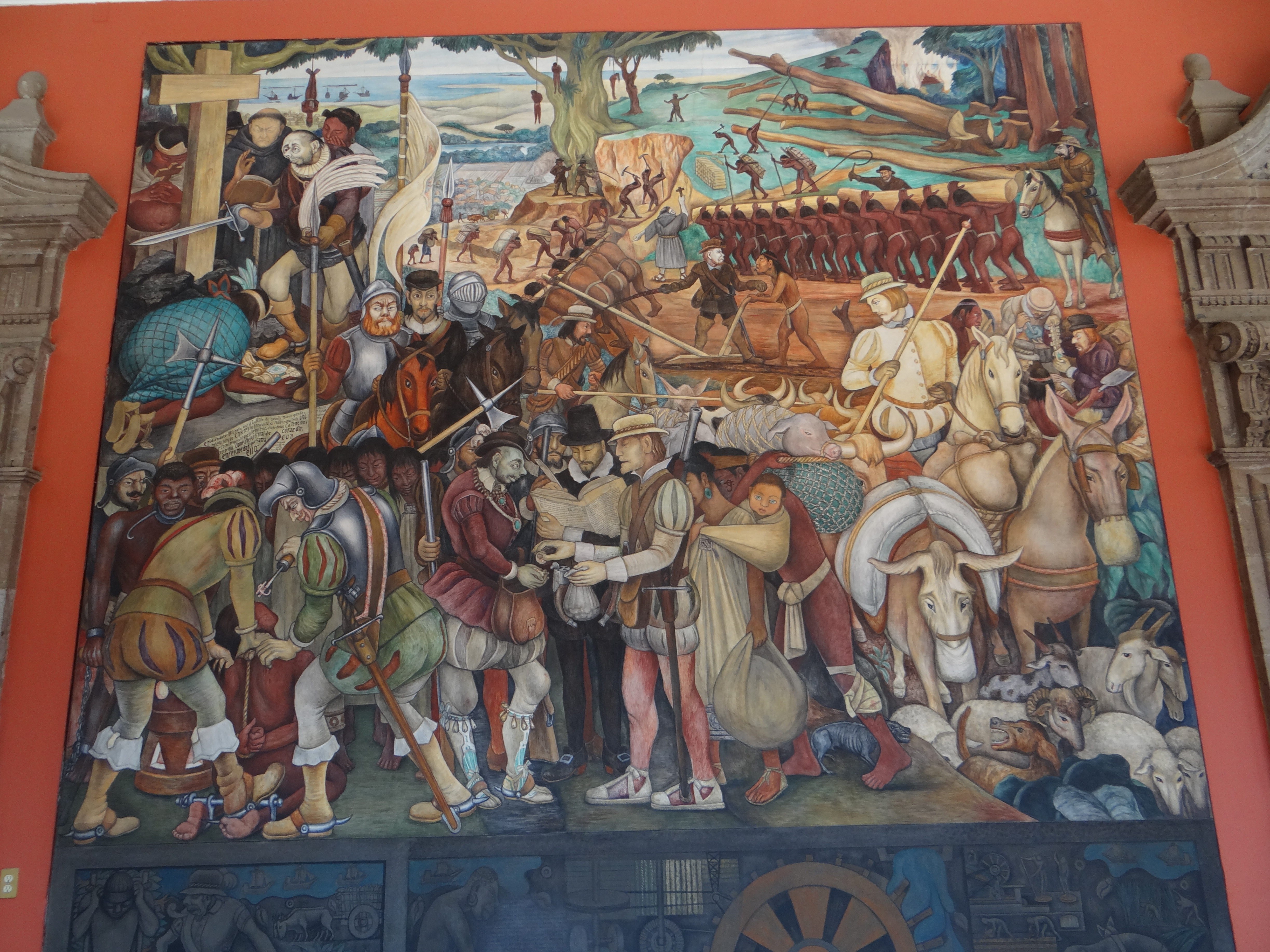
A spanyolok partraszállása (Cortés megérkezése Veracruzba)

### Események
A leghíresebb esemény, amely 1824 óta évről évre helyt kap a palotában, a függetlenségi háború kitörését jelentő Grito de Dolores megidézése szeptember 15-én. Bár maga a kiáltás 16-án hangzott el, állítólag Antonio López de Santa Anna elnök még a 19. században az ünneplést áttette 16-a hajnaláról előző nap estéjére, hogy ne kelljen 16-án túl korán reggel felkelni. Ma a köztársasági elnök a főhomlokzat közepén található erkélyre állva adja elő a kiáltást az ünnep alkalmából, közvetlenül a hagyomány szerint Hidalgo által annak idején megszólaltatott, később ide áthelyezett doloresi harang alatt.

## Képek

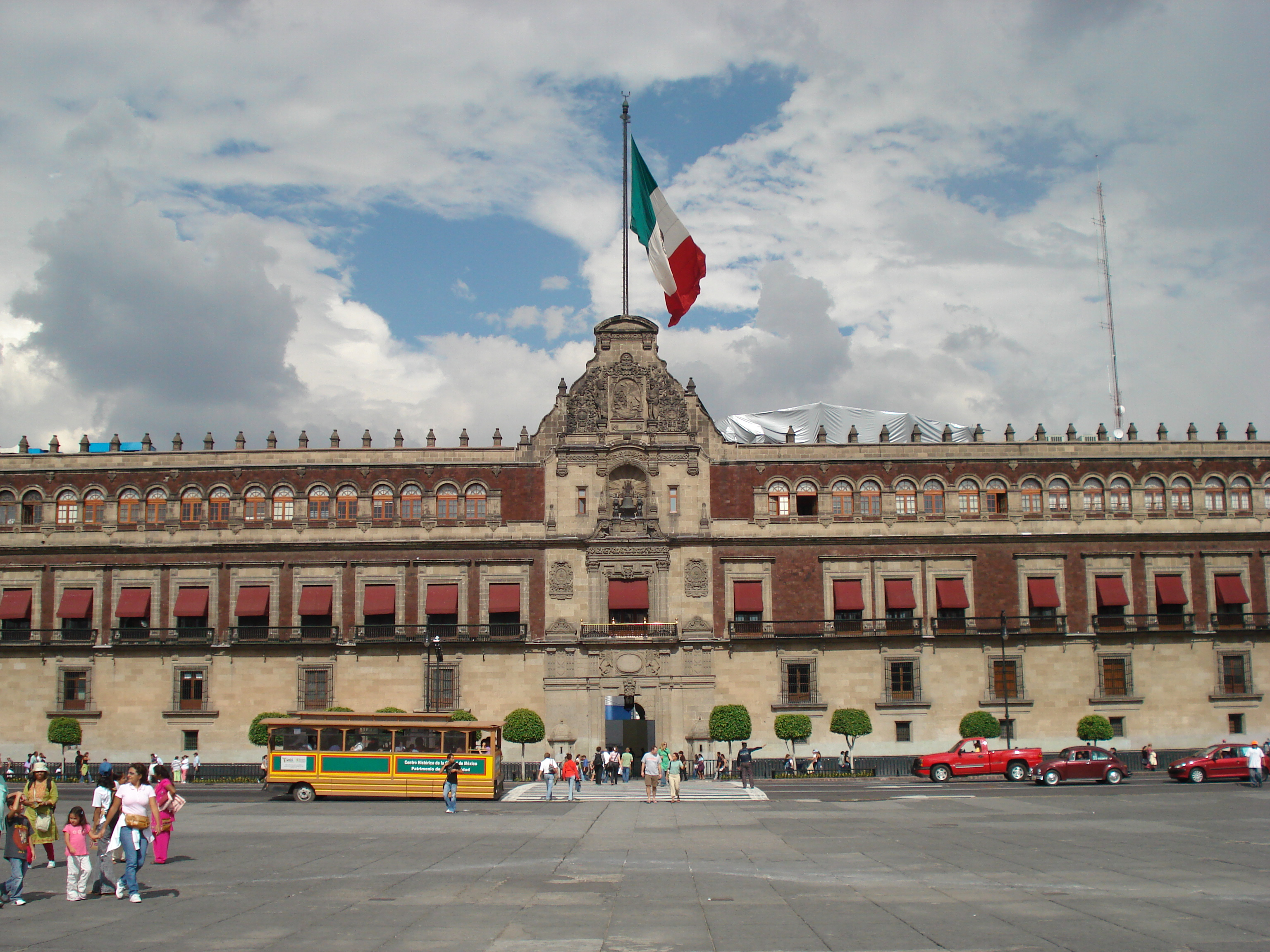
A palota a Zócalóról
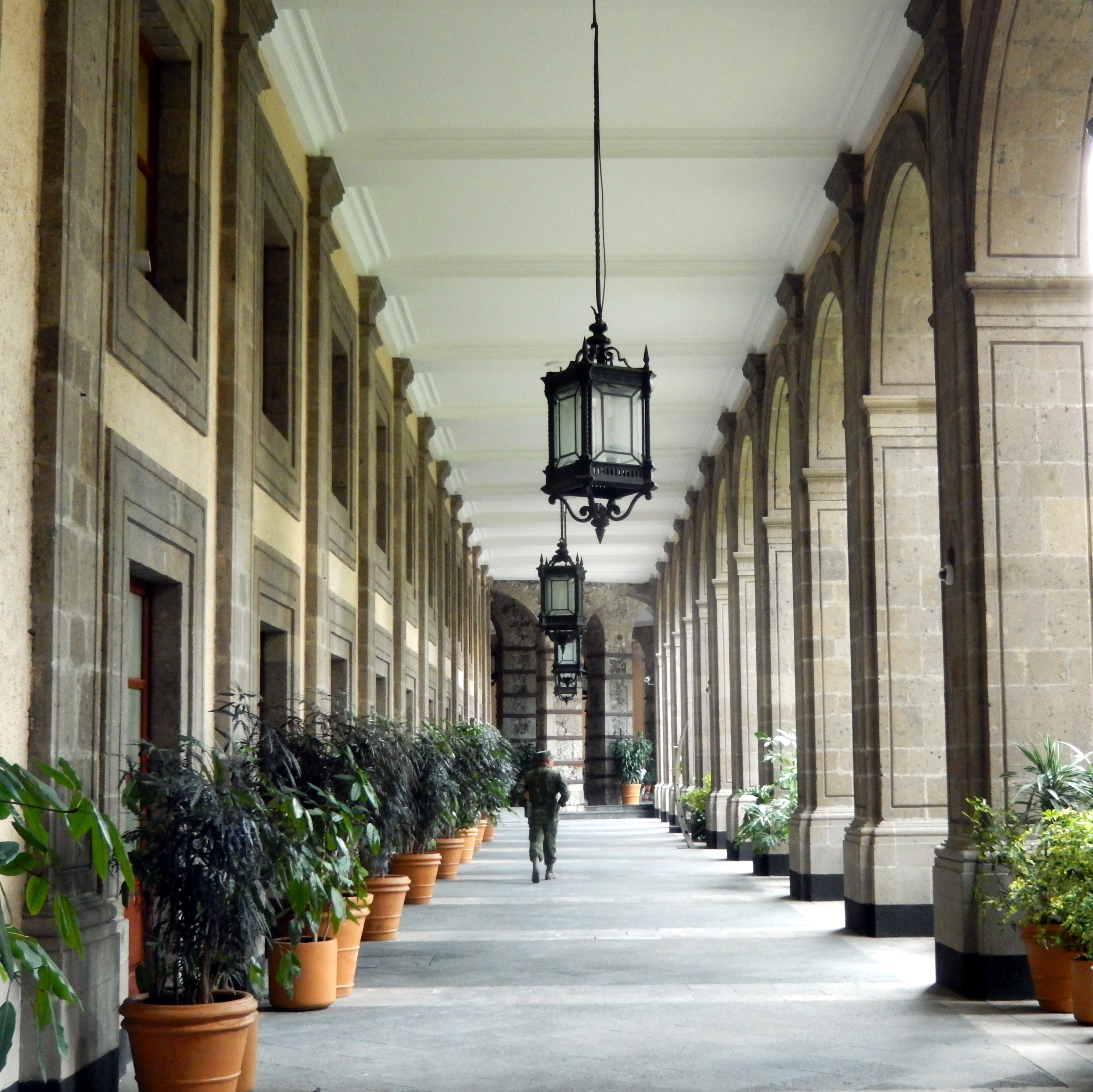
Árkádos folyosó
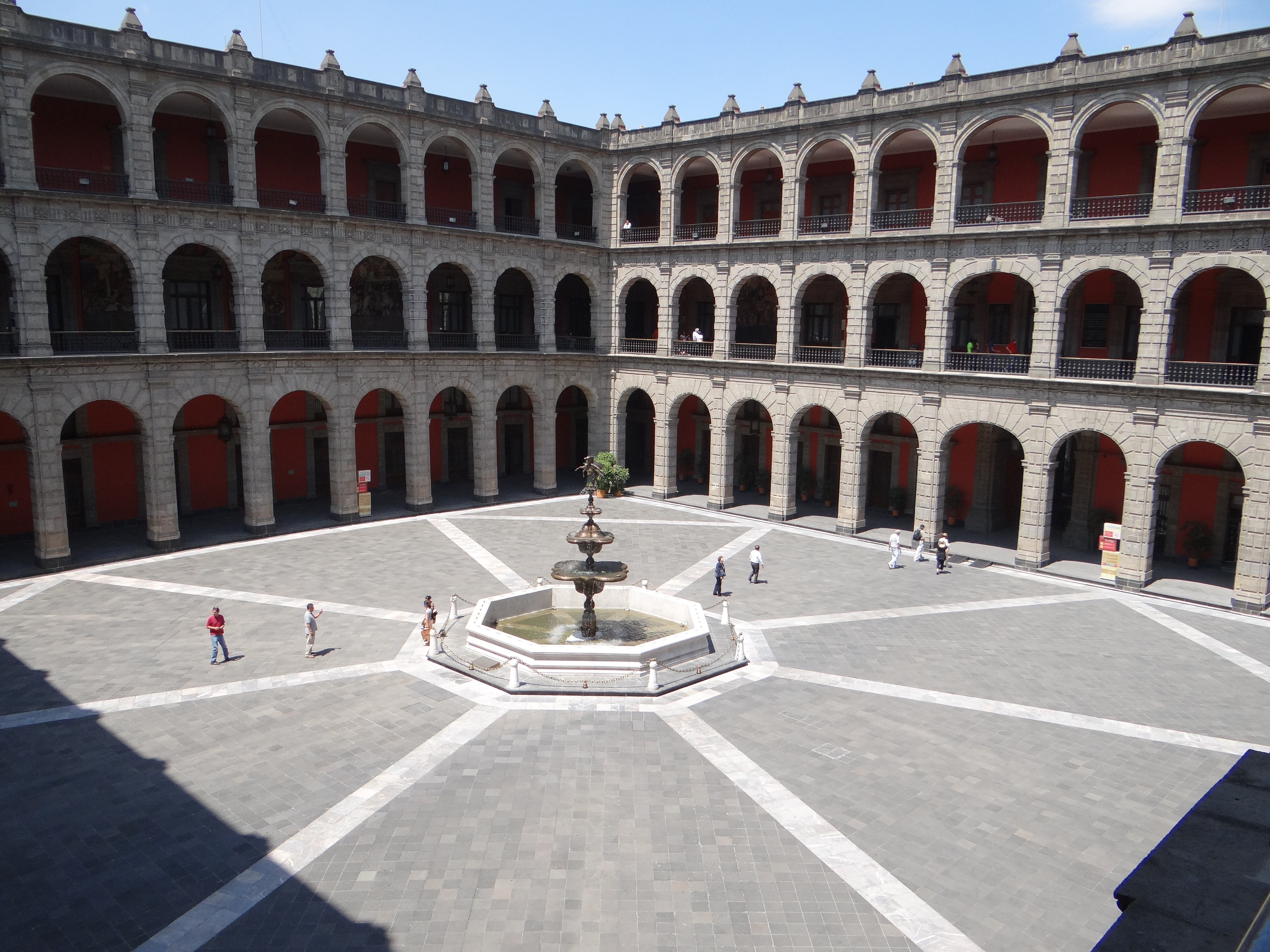
Belső udvar
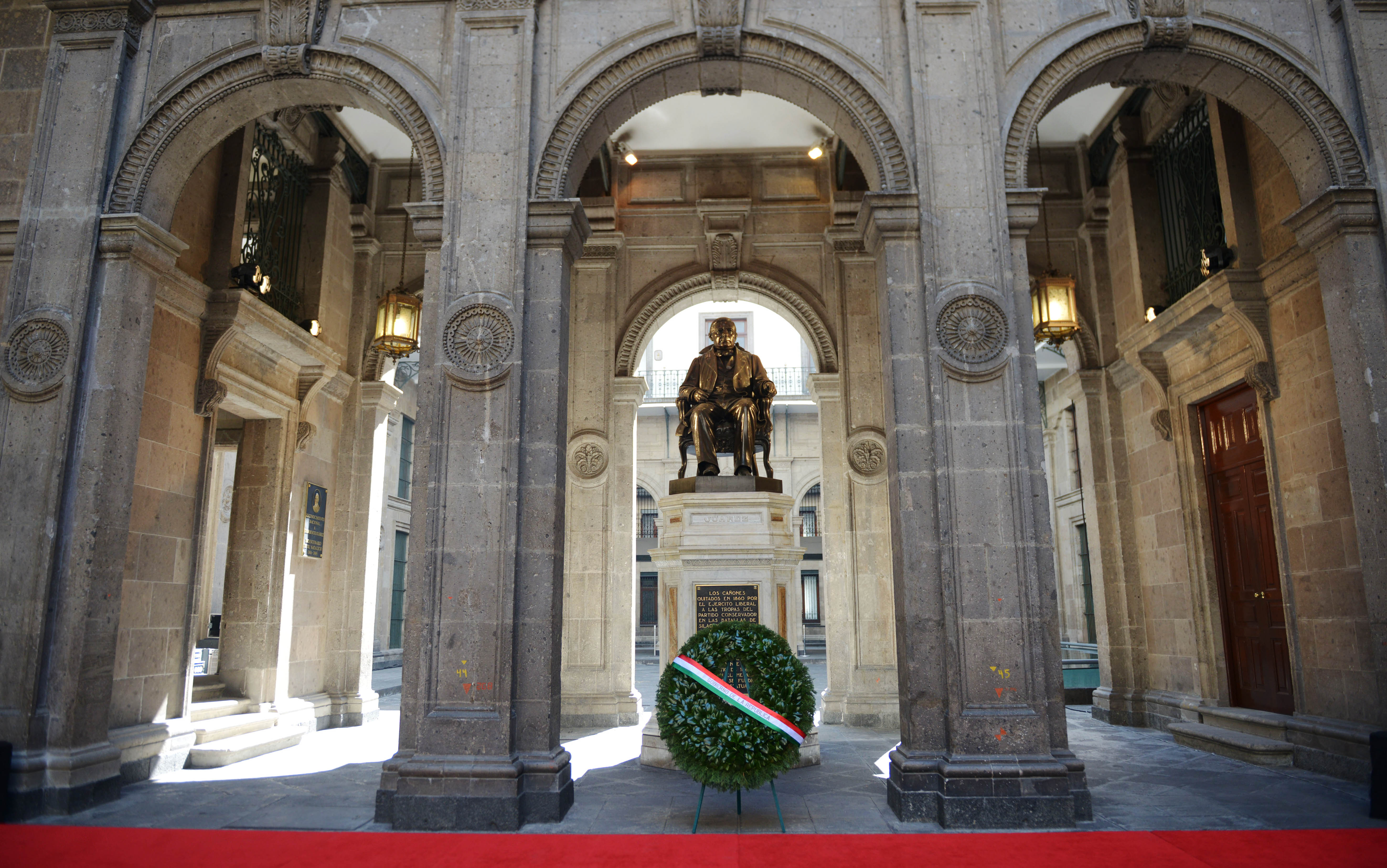
Benito Juárez emlékműve